# Carsyn Rose
Pour les articles homonymes, voir Rose.
Carsyn Rose est une actrice américaine.

## Carrière
De 2019 à 2022, elle incarne Lila, la fille de Nyla Harper (Mekia Cox), dans la série télévisée The Rookie : Le Flic de Los Angeles
En 2022, elle tient le rôle principal de la série télévisée Apple TV+, Amber Brown, adaptée de la série littéraire éponyme de Paula Danziger,.

## Filmographie

### Télévision
- 2018 : Nicky, Ricky, Dicky et Dawn : Josephine
- 2019 : Cousins pour la vie : Tessa (2 épisodes)
- 2019 : Dollface : une enfant
- 2019–2022 : The Rookie : Le Flic de Los Angeles : Lila Town (7 épisodes, rôle principal)
- 2020 : Le show de Big Show : Lucy
- 2022 : Amber Brown : Amber Brown (11 épisodes, rôle principal)